# Duma horrida
Duma horrida är en slideväxtart. Duma horrida ingår i släktet Duma och familjen slideväxter.

## Underarter
Arten delas in i följande underarter:
- D. h. abdita
- D. h. horrida